# Ettore Pietro Pirovano
Ettore Pietro Pirovano (Caravaggio, 7 luglio 1949) è un politico italiano.

## Biografia
È padre della senatrice Daisy Pirovano.

### Deputato (1996-2001) e Senatore (2001-2011) della Lega Nord
Militante nelle file della Lega Nord, Pirovano è stato membro della Camera dei deputati nel corso della XIII Legislatura (1996-2001).
Pirovano è stato successivamente eletto al Senato della Repubblica italiana nella circoscrizione Lombardia, ricoprendo l'incarico di capogruppo della Lega Nord nel corso della XIV Legislatura (2001-2006) e durante le prime fasi della XV Legislatura (dal 3 al 16 maggio 2008), rimanendo in seguito senatore all'interno del gruppo della Lega Nord per tutta la XV legislatura (2006-08).
Nella XVI Legislatura (2008) è stato rieletto alla carica di deputato ricoprendo il ruolo di vicepresidente della IV Commissione Difesa
Dopo che la corte costituzionale aveva stabilito l'incompatibilità tra deputato e sindaco dei Comuni sopra i 20.000 abitanti, la giunta per le elezioni della Camera decide di votare la proposta del vicepresidente della giunta Pino Pisicchio (Api) che stabilisce l'incompatibilità anche tra deputati e presidenti di provincia (ex art.7 d.P.R. 391/1957). Il testo passa all'unanimità così il 21 dicembre 2011 Pirovano è il primo a rassegnare le dimissioni da parlamentare optando per la carica di presidente della provincia di Bergamo. Lo stesso giorno gli subentra Fabio Meroni che aderisce al gruppo della Lega Nord

#### Coinvolgimento tra i casi di voto multiplo
Pirovano non ha acconsentito alla presa delle impronte digitali necessario per l'introduzione del nuovo sistema di voto, inaugurato alla Camera nel marzo 2009 e che impedisce il voto multiplo (cosiddetti "pianisti"). Il 27 luglio 2009 è risultato presente e votante alla Camera nonostante si trovasse a Bergamo, in quanto il deputato leghista Nunziante Consiglio ha votato anche per lui agendo da "pianista".

### Sindaco (1997-2006) e vicesindaco (2006-2009) di Caravaggio
Come esponente della Lega Nord è stato anche sindaco della sua città natale, Caravaggio, dal 27 aprile 1997 al 29 maggio 2006.
Dal 2006 fa parte della giunta comunale in qualità di assessore alla Cultura, al Personale ed ai Lavori pubblici, ricoprendo anche la carica di vicesindaco nella giunta del suo successore Giuseppe Prevedini
Al termine del consiglio comunale del 25 giugno 2009 annuncia le dimissioni da assessore e vicesindaco del comune.

#### Condanna della Corte dei Conti sulla "scuola padana"
Nel 2003 è stato condannato, insieme alla sua giunta, dalla Corte dei conti a risarcire il comune di Caravaggio per una cifra di 251.000 euro per aver finanziato per cinque anni una scuola elementare "padana" nella frazione di Masano. In seguito il risarcimento venne ridotto a circa 54000 €.

### Presidente della Provincia di Bergamo (2009)
Il 30 aprile 2009, durante un'intervista all'emittente Radio Padania ha espresso l'intenzione di candidarsi alla presidenza della provincia di Bergamo. Nel corso della stessa intervista ha affermato: «al pronto soccorso debbano essere curati prima gli anziani italiani e poi gli stranieri, a prescindere da gravità e ordine di arrivo» ed ha sottolineato che negli ospedali del bergamasco si stiano avviando procedure in tal senso, ottenendo l'assenso del conduttore della trasmissione.
Durante le elezioni amministrative del 6 e 7 giugno 2009 con il sostegno di Il Popolo della Libertà, Lega Nord e Partito Pensionati, ha raccolto il 59% dei voti validi, aggiudicandosi l'elezione a presidente della provincia di Bergamo.
Durante la puntata del 3 novembre 2009 della trasmissione televisiva Le Iene, Pirovano viene accusato di detenere due incarichi incompatibili (Presidente della provincia di Bergamo e Deputato). Il politico ribatte dichiarando che i due incarichi non sono incompatibili e che comunque percepisce un solo stipendio.
Nell'agosto 2010, ha proposto la deportazione dei mendicanti, dichiarando: «Vedo troppi straccioni per le strade che chiedono la carità; gente che sicuramente in tasca non ha il permesso di soggiorno, da caricarli sui pullman e, poi, sui charter».
Nel gennaio 2011 ha nominato Fabrizio Ferrari presidente di Azienda Bergamo Formazione (centro di formazione professionale facente capo alla Provincia). Ferrari, già sindaco leghista di Castione della Presolana nei primi anni '90 e consigliere regionale lombardo dal 1995 al 2005, è stato scelto da Pirovano «in un recinto che mi sta simpatico». La Cgil ha denunciato la nomina come esempio di spoils system e di politicizzazione di una carica pubblica precedentemente di carattere tecnico.

### Capogruppo della Lega Nord (2016-2018)
Nel 2016 si candida alla carica di Sindaco della città di Caravaggio sostenuto da due liste (una civica ed una collegata alla Lega Nord). Il 19 giugno però perde al ballottaggio contro il candidato di centro-sinistra Claudio Bolandrini. Al primo consiglio comunale del 7 luglio assume la carica di capogruppo della Lega Nord, salvo poi dimettersi nel giugno 2018 a causa di polemiche interne nel circolo della città.